# Clathy

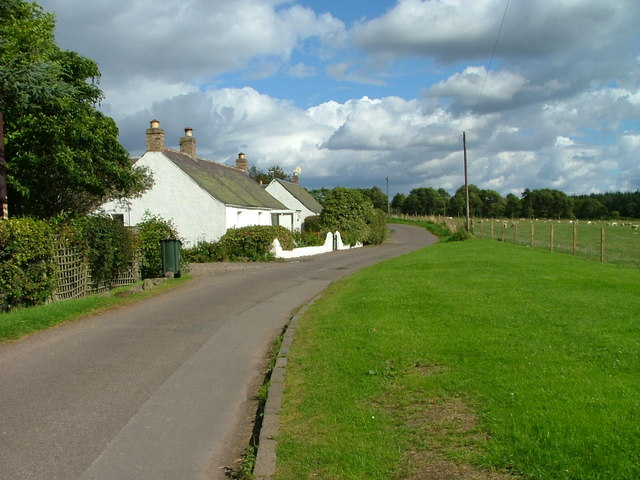
Häuser am Ortsrand

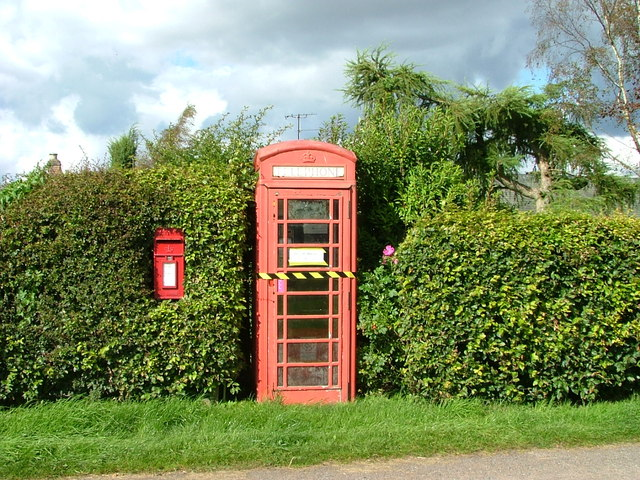
Briefkasten und Telefonzelle in Clathy

Clathy ist eine kleine Ortschaft, die im Norden von Schottland zwischen Perth im Nordosten, Crieff im Nordwesten und Auchterarder im Südwesten in der Region Perth and Kinross liegt. Im Rahmen der historischen Gliederung Schottlands in Civil Parishes zählt es zu Findo Gask, das zu Perthshire gehörte.
Clathy liegt im nördlichen Teil des Tales Strathearn, das durch den Fluss River Earn gebildet wurde und dort nördlich des Gask Ridges. Die Umgebung ist dünn besiedelt und landwirtschaftlich geprägt. Die nächste größere Ortschaft ist Perth, etwa 13 Kilometer entfernt. Kleinere in der Nachbarschaft sind Clathymore im Nordosten, Findo Gask im Osten und Gask im Süden.